# Cantador-amarelo
Formigueiro-de-sobrancelha-amarela ou cantador-amarelo (Hypocnemis hypoxantha) é uma espécie de ave da família Thamnophilidae.

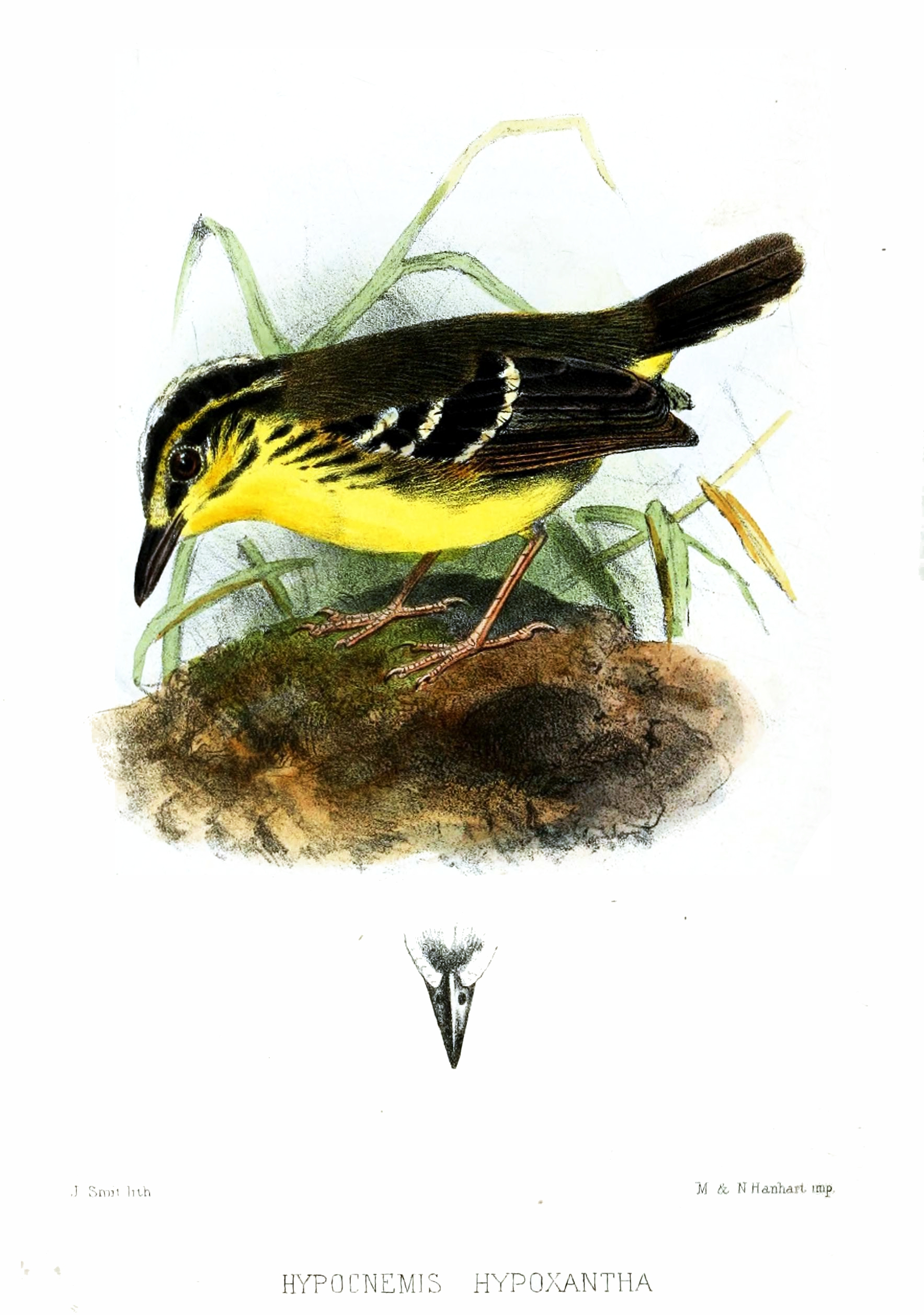
Ilustración de Joseph Smit

Pode ser encontrada nos seguintes países: Brasil, Colômbia, Equador e Peru.
Os seus habitats naturais são: florestas subtropicais ou tropicais húmidas de baixa altitude.